# Озеров, Виктор Алексеевич
Виктор Алексеевич Озеров (род. 1958) — российский государственный деятель, член Совета Федерации Федерального собрания Российской Федерации (1996—2019), председатель Комитета Совета Федерации по вопросам безопасности и обороны (2001—2017).

## Биография
В 1979 году окончил Новосибирское высшее военно-политическое училище им. 60-летия Великого Октября. Служил заместителем командира роты по политической части, заместителем командира по политической части отдельного батальона в Южной группе войск (Будапешт), заместителем командира учебного дивизиона по политической части в Прикарпатском военном округе.
В 1989—1991 годах, после окончания Военно-политической академии имени В. И. Ленина, служил заместителем командира воинской части по политчасти в Дальневосточном военном округе (г. Вяземский).
В 1991—1994 годах — председатель Вяземского районного Совета.
В 1994 году был избран депутатом Хабаровской краевой думы первого созыва, в 1994—2001 годах — председатель Хабаровской краевой думы. С января 1996 года — член Совета Федерации. С 2001 года — представитель в Совете Федерации Федерального Собрания РФ от Законодательной думы Хабаровского края. Председатель Комитета Совета Федерации России по вопросам безопасности и обороны в 2001—2017 годах.
С ноября 2019 года назначен советником руководителя Фонда «Российский общественно-политический центр» («Росполитика»). В октябре 2021 года вступил в должность Заместителя директора консалтингового центра «Агентство тактических решений» РАНХиГС (АТР).
Воинское звание — полковник. Кандидат юридических наук. Женат, имеет сына и дочь — Озерова Марина Викторовна (заместитель начальника Организационного управления — начальник отдела Аппарата Совета Федерации Федерального Собрания Российской Федерации).

## Санкции
17 марта 2014 года попал под санкции всех стран Евросоюза за публичную поддержку в Совете Федерации развертывания российских войск на Украине. 20 марта попал под санкции США.
Также находится в санкционных списках Канады, Австралии, Украины и Швейцарии.

## Награды

### Российские
- Юбилейная медаль «70 лет Вооружённых Сил СССР» (1978)[6][7]
- Медаль «В память 850-летия Москвы» (1997)[6][7]
- Орден Дружбы (30 июля 1999) — за достигнутые трудовые успехи, большой вклад в укрепление дружбы и сотрудничества между народами[8]
- Почетный знак Совет Федерации «За заслуги в развитии парламентаризма» (2004)[6][7]
- Благодарность Президента Российской Федерации (5 апреля 2004) — за активное участие в законотворческой деятельности[9]
- Медаль «В память 1000-летия Казани» (2005)[6][7]
- Орден Почёта (18 июля 2005) — за активное участие в законотворческой деятельности и многолетнюю плодотворную работу[10]
- Благодарность Президента Российской Федерации (21 августа 2006) — за активное участие в законотворческой деятельности в сфере борьбы с терроризмом[11]
- Почётная грамота правительства Российской Федерации (8 декабря 2008) — за заслуги в законотворческой деятельности и в связи с 15-летием принятия Конституции Российской Федерации[12]
- Медаль «За содействие» Федерального агентства по государственным резервам (2011)[13]
- Орден «За заслуги перед Отечеством» IV степени (16 октября 2012) — за большой вклад в развитие российского парламентаризма и активную законотворческую деятельность[14]
- Почётная грамота Государственного Собрания (Ил Тумэн) Республики Саха (Якутия) (2 апреля 2014) — за значительный вклад в развитие государственности и парламентаризма Республики Саха (Якутия)[15]
- Благодарность Правительства Российской Федерации (31 декабря 2016) — за активное участие в законопроектной деятельности и развитии парламентаризма[16]
- Орден Александра Невского (19 сентября 2019) — за большой вклад в развитие парламентаризма, активную законотворческую деятельность и многолетнюю добросовестную работу[17]
- Почётный знак «За заслуги» имени Н.Н. Муравьёва-Амурского» (16 октября 2019) за многолетний добросовестный труд, большой личный вклад в укрепление российской государственности, активное участие в законотворческой деятельности и заслуги в социально-экономическом развитии Хабаровского края[18]

### Иностранные
- Орден Почёта (Молдавия, 23 августа 2011) — в знак высокого признания особых заслуг в развитии молдо-российских отношений дружбы и сотрудничества и за содействие в проведении социально-гуманитарных акций[19]
- Орден Восходящего солнца с Золотыми лучами на шейной ленте (Япония, 29 апреля 2018) — «за вклад в обмен между депутатами Японии и России и содействие развитию взаимопонимания между двумя странами»[20][21][22][23]

### Награды международных организаций
- Орден «Содружество» (30 мая 2007, Межпарламентская ассамблея СНГ) — за активное участие в деятельности Межпарламентской Ассамблеи и её органов, вклад в укрепление дружбы между народами государств — участников Содружества[24].
- Юбилейная медаль «МПА СНГ. 25 лет» (13 октября 2017, Межпарламентская ассамблея СНГ) — за заслуги в деле развития и укрепления парламентаризма, за вклад в развитие и совершенствование правовых основ функционирования Содружества Независимых Государств, укрепление международных связей и межпарламентского сотрудничества[25]